# Schuyler Fisk
Schuyler 'Sky' Elizabeth Fisk (Los Angeles, 8 juli 1982) is een Amerikaans actrice. Ze is de oudste dochter van actrice Sissy Spacek en productieontwerper Jack Fisk. Behalve actrice is Fisk singer-songwriter. De films Gray Matters, Penelope, American Gun, Skeletons in the Closet en Snow Day bevatten ieder een liedje dat ze schreef en zong. 

## Filmografie
*Exclusief televisiefilms
- Sam & Kate (2022)

- Every Other Holiday (2018)
- The Nanny (2018)
- Hot Air (2016)
- The Best of Me (2014)
- Restless (2011)
- I'm Reed Fish (2006)
- American Gun (2005)
- Orange County (2002)
- Skeletons in the Closet (2001)
- Snow Day (2000)
- My Friend Joe (1996)
- The Baby-Sitters Club (1995)
- Trading Mom (1994)
- Hard Promises (1991)
- The Long Walk Home (1990)
- Daddy's Dyin'... Who's Got the Will? (1990)

## Televisieseries
*Exclusief eenmalige (gast)rollen
- Castle Rock - Young Ruth Deaver (2018, twee afleveringen)

## Trivia
- In The Long Walk Home (1990), Hard Promises (1991) en Trading Mom (1994) speelt ze samen met haar moeder.
- Ze verscheen samen met haar jongere zusje 'Madison Fisk' in The Baby-Sitters Club (1995).

- Biblioteca Nacional de España: XX5560138
- Gemeinsame Normdatei: 1061569829
- International Standard Name Identifier: 0000 0000 4630 0499
- Library of Congress Control Number: no2008044832
- MusicBrainz: 1d72c15a-391a-4d59-a76d-e538d126b87b
- Nederlandse Thesaurus van Auteursnamen: 149050143
- Système universitaire de documentation: 234203730
- Virtual International Authority File: 36722583
- WorldCat: E39PBJbCK7kT6dWkJ9FFpc7T73